# Casimiro
Casimiro es un nombre propio masculino de origen polaco en su variante en español. 

## Etimología
Etimológicamente, se compone de dos elementos eslavos, a saber: kazac (o kasac) "mandar"), kazać , "proclamar", "predicar") o bien kazic ("destruir"), el segundo elemento podría ser: mierz (o mer), "grande", "famoso", "ilustre" o quizás mir, "paz". Es decir que podría interpretarse como: "el ilustre comandante", "quien impone la paz" o "proclamador de paz".

## Santoral
4 de marzo: San Casimiro de Polonia.

## Variantes
- Femenino: Casimira.

### Variantes en otros idiomas
| Variantes en otras lenguas | Variantes en otras lenguas |
| -------------------------- | -------------------------- |
| Español                    | Casimiro                   |
| Alemán                     | Kasimir                    |
| Asturiano                  | Casimiru                   |
| Catalán                    | Casimir                    |
| Checo                      | Kazimír                    |
| Corso                      | Casimiru                   |
| Esperanto                  | Kazimiro                   |
| Euskera                    | Kasimir                    |
| Finlandés                  | Kasimir                    |
| Francés                    | Casimir                    |
| Gallego                    | Casimiro                   |
| Holandés                   | Casimir                    |
| Húngaro                    | Kázmér                     |
| Inglés                     | Casimir                    |
| Islandés                   | Kasimír                    |
| Italiano                   | Casimiro                   |
| Letón                      | Kazimirs                   |
| Lituano                    | Kazimieras                 |
| Noruego                    | Kasimir                    |
| Polaco                     | Kazimierz                  |
| Portugués                  | Casimiro                   |
| Rumano                     | Cazimir                    |
| Ruso                       | Казимир (Kazimir)          |
| Sardo                      | Casimìru                   |
| Serbio                     | Казимир (Kazimir)          |
| Sueco                      | Kasimir                    |
| Ucraniano                  | Казимир (Kazymyr)          |

## Personajes famosos
- San Casimiro de Polonia, príncipe real polaco hijo del rey Casimiro IV
- Casimiro I el Restaurador
- Casimiro II el Justo
- Casimiro III el Grande
- Casimiro IV Jagellón
- Juan II Casimiro Vasa
- Casimiro Bravo.
- Casemiro.